# James Hart Wyld
Pour les articles homonymes, voir Wyld.
James Hart Wyld, né à New York le 10 septembre 1912 et mort à Pompton Lakes, New Jersey le 3 décembre 1953 est un ingénieur américain ayant travaillé dans le domaine de l'ingénierie et technologie spatiale.

## Biographie
Après des études préparatoires brillantes au collège Harvey à Hawthorne (New York), James Wyld obtient un BSc en génie mécanique à l'Université Princeton en 1935. Intéressé dès avant son diplôme par les fusées il devient membre de l' American Interplanetary Society (qui deviendra l'American Rocket Society, une entreprise privée) en 1935. Avec l'aide de ses professeurs à Princeton il réalise un prototype de moteur-fusée à ergols liquides utilisant un cycle à expandeur qui sera testé en 1938.
En 1941 il participe à la fondation de Reaction Motors, entreprise qui fusionnera ultérieurement avec Thiokol. Il s'agit de la première compagnie de ce type aux États-Unis, chargée par la Navy de réaliser des propulseurs pour le programme JATO, le Bell X-1 et le RTV-A-2 Hiroc (en).
Après 1947 il travaille sur la propulsion nucléaire de fusée et rejoint la commission de l'énergie atomique des États-Unis en 1950.

## Distinctions
- Son nom est mentionné à l'International Air & Space Hall of Fame du musée de l'histoire spatiale du Nouveau-Mexique à Alamogordo, Nouveau Mexique depuis 1976[2].
- L'American Institute of Aeronautics and Astronautics a créé un prix à son nom en 1964[3].
- Un  cratère lunaire a été nommé à son nom.